# Служба кабаку
«Служба кабаку» («Праздник кабацких ярыжек») — русское сатирическое произведение XVII века, пародирующее церковное богослужение.

## Характеристика
Текст «Службы кабаку» сохранился в трёх списках. Все они датируются XVII—XVIII веками, но сам текст представляет образчик XVII в. В. П. Адрианова-Перетц определила источники для пародии — это «малая» и «великая» вечерня с каноном (основной текст) и житие (последняя часть текста, где представлено житие пьяницы). «Служба кабаку» представляет собой пример сатирического произведения с имитацией церковной службы. Автор хорошо знаком с богослужебными текстами, так как грамотно пародирует не только некоторые части из песнопений, чтений и житий, но и распорядок службы. Это произведение было популярным в XVIII в. в Москве и Нижнем Тагиле, а в начале XX в. о нём было известно в Сибири.

## Сюжет
Вначале приводится псевдодата служения («месяца китовраса в нелепый день») и кто эту службу проводит. Служба идёт в кабаке и предметами служения являются чарки, перстни, рукавицы, штаны и др. В тексте говорится, что пьют вино, пиво и мёд. Идёт осуждение пропойцев, пьянства, кабака в сатирическом ключе. Главный лейтмотив произведения — кабак обирает людей до нищего состояния. Также раскрывается пагубность из-за кабака — для продолжения загулов люди идут на воровство.